# Martin C. Putna

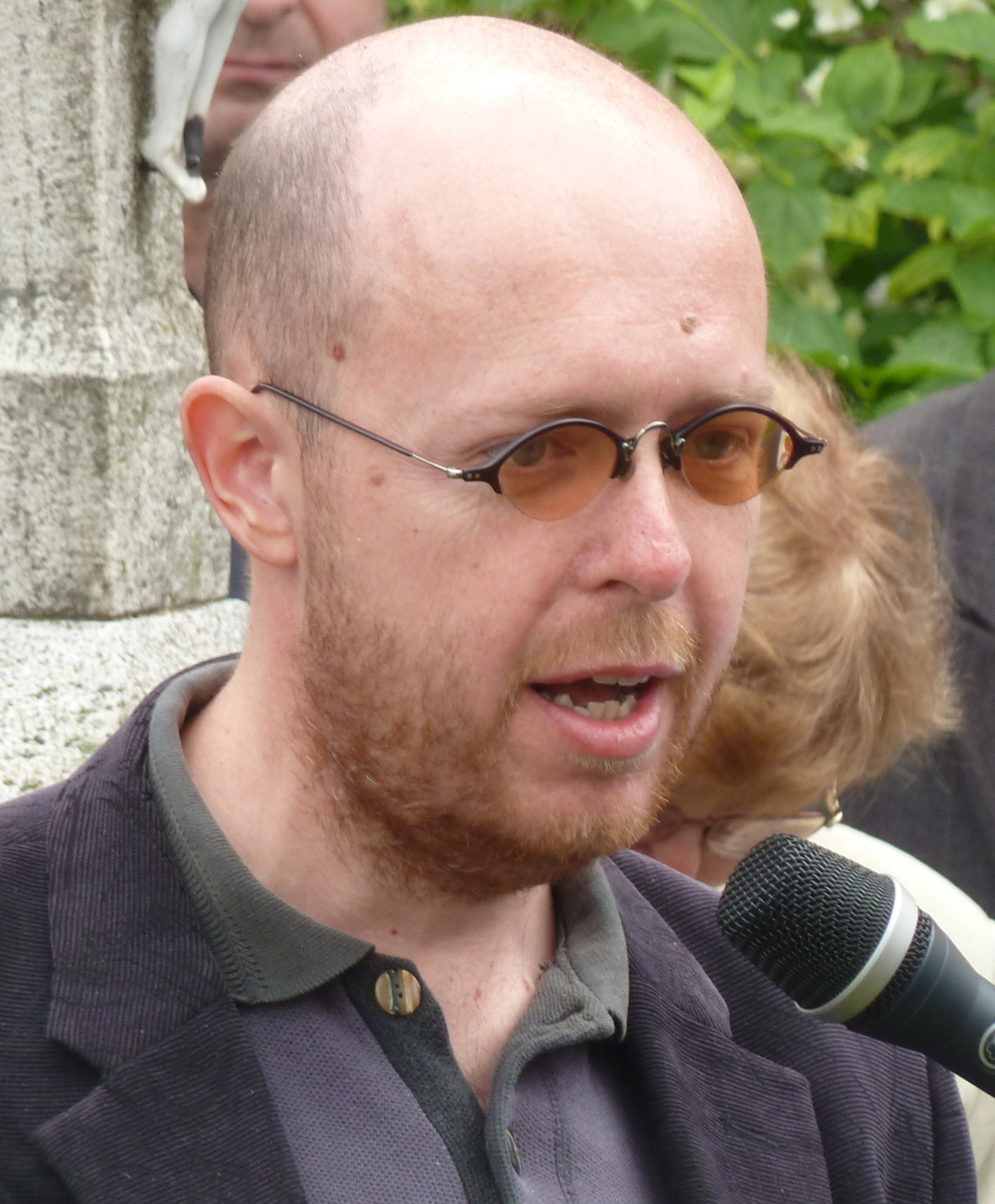
Martin C. Putna (2011)

Martin C. Putna (* 30. Mai 1968 in Písek, Tschechoslowakei) ist ein tschechischer Literaturhistoriker und Hochschullehrer an der Karls-Universität in Prag. Er forscht zur tschechischen katholischen Literatur und Literatur in der Spätantike.

## Leben
Nach dem Abitur in Písek studierte Putna klassische Philologie und Russistik an der Karls-Universität in Prag. Nach der Habilitation und Ernennung zum Dozenten 1998 sollte Putna 2013 zum Professor berufen werden. Der tschechische Präsident Miloš Zeman lehnte es zunächst ab, ihn zum Professor zu ernennen, nachdem der offen schwul lebende Putna bei der Prague Pride aufgetreten war. Er willigte später ein, nahm aber selbst nicht an der Ernennung teil. Putna gilt laut Deutschlandfunk als „eine der wichtigsten alternativen Stimmen in der tschechischen Gesellschaft“.